# Warwick Braithwaite
Henry Warwick Braithwaite (* 9. Januar 1896 in Dunedin; † 18. Januar 1971 in London) war ein neuseeländischer Dirigent.

## Leben und Werk
Braithwaite studierte von 1916 bis 1919 an der Royal Academy of Music und begann seine Laufbahn als Dirigent der O’Mara Opera Company (1919–22). Er wirkte dann in München, war Dirigent der British National Opera Company und dirigierte bei der BBC Aufführungen des National Orchestra of Wales.
Am Sadler’s Wells brachte er mit Lawrence Collingwood Opern wie Die Fledermaus, Die Meistersinger von Nürnberg, Fidelio, The Wreckkers (von Ethel Smyth), Tannhäuser und Don Carlos zur Aufführung. Während des Zweiten Weltkrieges war er Dirigent des Scottish Orchestra.
Nach einer Saison an der Covent Garden Opera 1951–52 dirigierte er bis 1956 in Neuseeland. Von 1956 bis 1960 war er musikalischer Leiter der Welsh National Opera, danach kehrte er (bis 1968) an das Sadler’s Wells zurück. Sein Sohn Nicholas Braithwaite ist ebenfalls als Dirigent bekannt.